# Barylypa relicta
Barylypa relicta är en stekelart som först beskrevs av Johan Christian Fabricius 1798.  Barylypa relicta ingår i släktet Barylypa och familjen brokparasitsteklar. Inga underarter finns listade.